# Road movie
A road movie a filmek egy műfaja, melyben a szereplők a film egészében, vagy egy részében hosszú utazáson vesznek részt, helyről helyre vándorolnak. A kifejezésnek magyar megfelelője nincs.

## A road movie műfaj jellegzetességei
Az út célja sokszor a szabadságvágy, egy álom keresése, a szereplők saját önvalójukat keresik, vagy éppen menekülnek önmaguk elől, de gyakran csak céltalanul vándorolnak. Lehet egy egyszerűnek indult, ám valahol félresiklott, ezáltal reménytelenül hosszúvá vált normál utazás, egy egyre inkább elérhetetlen cél kergetése is a film témája. Az is előfordulhat, hogy a főhős a szándéka ellenére keveredik bele egy hosszú utazásba. Amennyiben maga az utazás áll a középpontban, a szereplők menekülhetnek az üldözőik, vagy a törvény elől, vagy üldözhetnek másokat. A főszereplő(k) többnyire egyfajta lelki épülésen és megtisztuláson mennek keresztül, de gyakran elbuknak.
A filmek az utazásos jellegen felül gyakran társadalmi kérdéseket feszegető, sokszor rossz véget érő filmdrámák, de lehetnek romantikus filmek,  vígjátékok vagy akár horrorok is. Felfedezőutakról, expedíciókról, kincskeresésről szóló kalandfilmek többnyire nem tartoznak ebbe a műfajba.
A helyváltoztatásra többnyire az autó szolgál, de motoros road movie filmek is születtek. Inkább a vígjátékokban szerepel az igen sok és sokféle közlekedési eszköz használata, pl. a repülőtől a lóig. Hátizsákos fiatal turistákról szóló filmekben az autóstop is gyakori.
A történetek általában saját korukban, vagy legalábbis a motorizáció korszakában játszódnak. A múltban, vagy egy disztopikus közeljövőben játszódó filmek is készültek.
A nagy térségekről, szabad helyváltoztatásról szóló road movie filmek hazája az USA, de jelentős ausztrál filmek is születtek. Európai, vagy Európában játszódó road movie filmek is készültek, ezekben a szereplők általában kisebb területet járnak be, sok közülük vígjáték.
Az ókorban íródott Odüsszeia már sok jegyét viseli a műfajnak. Az 1950-es években készült Az üldözők (Searchers) a vadnyugati időkben játszódó film, a road movie jegyeivel.
Egyesek szerint Jean-Luc Godard Bolond Pierrot filmje a road movie egyik előfutára.
Az egyik legjelentősebb road movie minden bizonnyal a Szelíd motorosok (Easy Rider) volt. Zsombolyai János igen sikeres filmje, A kenguru szintén ebben a műfajban született. Magyar filmek közül a Szomjas-Grunwalsky: Mr. Universe (1988) színtiszta road movie.

## Példák a  műfaji átfedésekre
A road movie egy témaválasztási és hangulati kategória, többnyire más műfaji meghatározásokkal egészül ki, de határesetek is vannak.
- Szelíd motorosok –  a műfaj egyik legtisztább megnyilvánulása, melyben a dráma, társadalombírálat, szabadságvágy ugyanúgy megjelennek, mint a nagy, szabad térségek, végtelen országutak.
- Éjszakai rohanás – a legtisztább road movie, de nem dráma, hanem inkább visszafogott vígjáték és kalandfilm
- Wolf Creek – A haláltúra – a színtiszta road movie és a horror vegyítése
- Ágyúgolyó futam filmek – a road movie és a bővérű humor találkozása
- Az üldözők – a vadnyugati időkben is játszódhatnak road movie jellegű filmek
- Óz, a csodák csodája – noha mesefilm, a road movie sok jellegzetessége megtalálható benne
- Mad Max filmek – a sötét és reménytelen közeljövőben játszódó országúti ámokfutás
- Már ez is probléma? – francia krimi és vígjáték, egy karácsonyi utazás Párizs és Svájc között
- American Graffiti – noha a szereplők nem hagyják el az amerikai kisvárost, a film jellegzetes road movie
- A kenguru – magyar road movie, egy földrajzilag és társadalmilag is jóval szűkebb világról
- Gyalog galopp – a hosszúra nyúlt és szinte reménytelen utazás alapján a műfaj határesete, paródiával vegyítve